# Jarda cúbica
A jarda cúbica é uma unidade de volume equivalente ao volume de um cubo de uma jarda de lado. Sua abreviatura é yd3 ou cu yd.

## Abreviações
Para representar a unidade, existem diversas abreviações diferentes. As usadas no idioma inglês são:
- cubic yards, cubic yard, cubic yds, cubic yd
- cu yards, cu yard, cu yds, cu yd, CYs
- yards/-3, yard/-3, yds/-3, yd/-3
- yards^3, yard^3, yds^3, yd^3
- yards³, yard³, yds³, yd³

## Equivalências
1 jarda cúbica equivale a:
- 46.656 polegadas cúbicas
- 27 pés cúbicos
- 0,00000000018342646506386 milhas cúbicas
- exatamente 764.554,857984 mililitros ou centímetros cúbicos
- exatamente 764,554857984 litros ou decímetros cúbicos
- exatamente 0,764554857984 quilolitros ou metros cúbicos